# Аспелин, Карл
Карл Йохан Вильгельм Луис Аспелин (швед. Karl Johan Vilhelm Louis Aspelin, 28 апреля 1857, Дедешё, Крунуберг, Швеция — 9 апреля 1932, Лунд, Скания, Швеция) — шведский художник, писавший портреты, пейзажи и интерьеры.

## Биография
Будучи единственным оставшимся в живых ребёнком провинциального врача Йохана Густава Аспелина и Регины Хеденстьерны, Карл Аспелин вырос в живописном Брёсарпе. Карл учился у Эдварда Персея и в Королевской академии свободных искусств в Стокгольме, а затем в Париже и Копенгагене. Вернувшись после учёбы на родину, он навсегда поселился в Чивике.
Карл Аспелин был жанровым художником, который позже стал импрессионистом. Он собрал друзей и коллег из Королевской академии свободных искусств и Ассоциации художников (Konstnärsförbundet) вокруг себя на вилле Сольбаккен с видом на залив Ханё и студией в стиле эпохи. Kiviksskolan являлся первым коллективом художников в Эстерлене.
Карл также активно работал как художник-пастельщик, среди прочего он иллюстрировал несколько рассказов Хенрика Вранера. Аспелин представлен в Национальном музее Швеции.
Карл Аспелин был отцом философа Гуннара Аспелина и дедом художника Герта Аспелина.